# Georg von Tessing

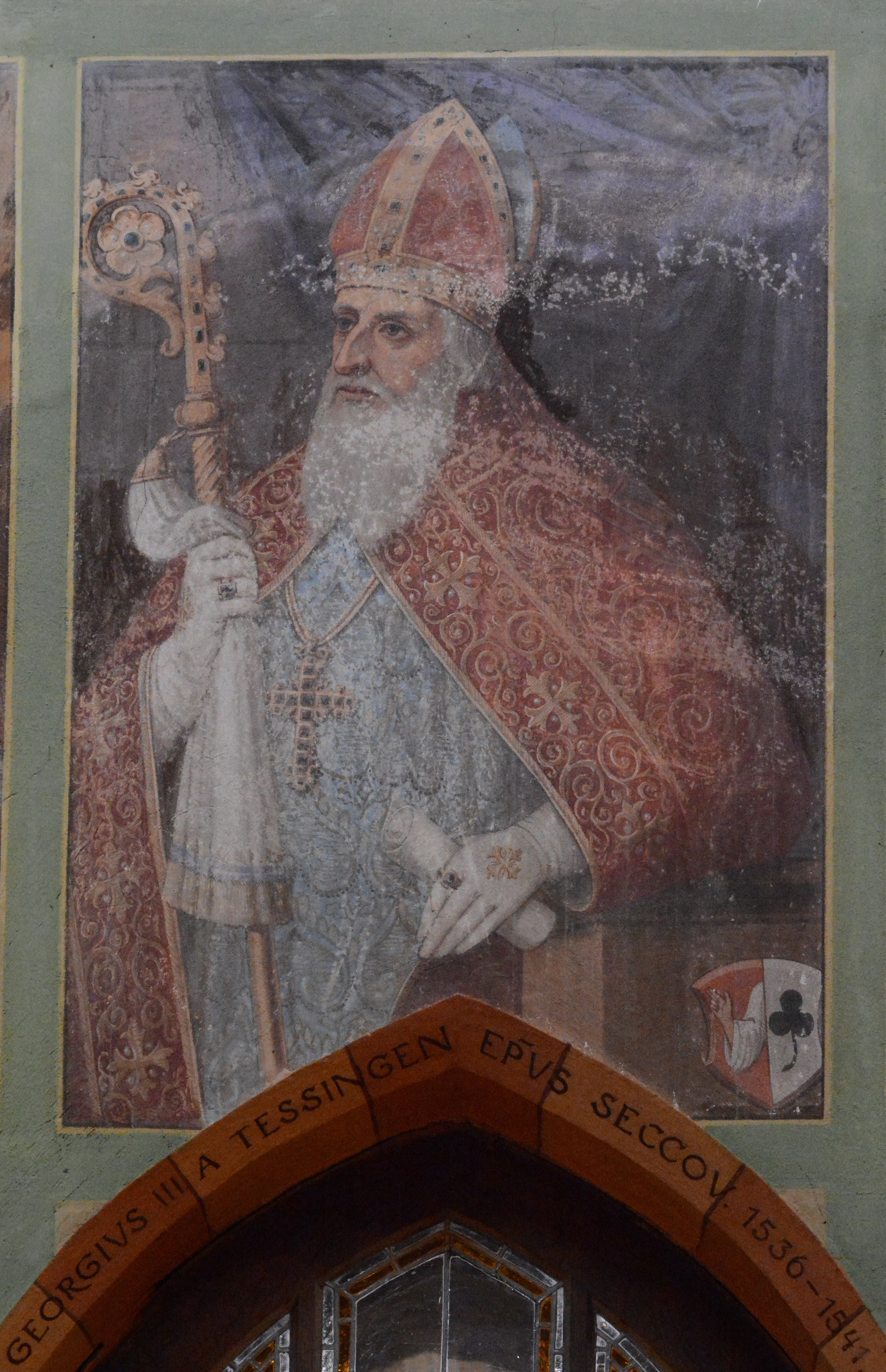
Halbfigurenportrait Bischof Georg III. von Tessing, Basilika Seckau, Bischofskapelle (Darstellung um 1595)

Georg von Tessing (auch Tessinger, Tässinger, Taffinger; † 4. Juni 1541) war als Georg III. Bischof von Seckau.
Georg von Tessing stammte aus Lauingen an der Donau. Von 1522 bis 1526 studierte er in Ingolstadt. Von 1531 bis 1536 wirkte er als Kanzler in Salzburg. Am 25. November 1536 nominierte ihn der Salzburger Erzbischof Matthäus Lang von Wellenburg zum Bischof von Seckau, Christoph von Lamberg war ihm noch aus der Zeit seines Vorgängers als Koadjutor zur Seite gestellt, was das Bistum finanziell schwer belastete. 1540 wurde er durch König Ferdinand I. zum Wormser Religionsgespräch abgeordnet.
Politisch trat Tessing kaum hervor, er dürfte sich auf die geistliche Verwaltung seines Bistums beschränkt haben. Er verstarb am 4. Juni 1541, Todesort und Grabstätte sind unbekannt.